# Lijst van rijksmonumenten in Peize
De plaats Peize telt 18 inschrijvingen in het rijksmonumentenregister. Hieronder een overzicht. 
| Object                                                                       | Oorspronkelijke functie?  | Bouwjaar                                                             | Architect                                                                     | Locatie          | Coördinaten?                 | Nr.?   | Afbeelding                                                  |
| ---------------------------------------------------------------------------- | ------------------------- | -------------------------------------------------------------------- | ----------------------------------------------------------------------------- | ---------------- | ---------------------------- | ------ | ----------------------------------------------------------- |
| Huis te Peize                                                                | Boerderij                 | ca. 1815                                                             |                                                                               | Brinkweg 2       | 53° 8' 51" NB, 6° 29' 36" OL | 32134  | Meer afbeeldingen                                           |
| Peizer Hopbel                                                                | Boerderij                 | 1800-1850 1988 (rest.)                                               |                                                                               | Hoofdstraat 3    | 53° 8' 57" NB, 6° 29' 33" OL | 32136  | Peizer Hopbel                                               |
| Boerderij deels in stro, deels met pannen gedekt (onder een dak met nr. 27)  | Boerderij                 | 17e of begin 18e eeuw                                                |                                                                               | Hoofdstraat 25   | 53° 8' 53" NB, 6° 29' 45" OL | 32137  | Meer afbeeldingen                                           |
| Boerderij, deels in stro, deels met pannen gedekt (onder een dak met nr. 25) | Boerderij                 | 17e of begin 18e eeuw                                                |                                                                               | Hoofdstraat 27   | 53° 8' 52" NB, 6° 29' 45" OL | 32138  | Meer afbeeldingen                                           |
| Huis ter Hansouwe, restant                                                   | Boerderij                 | oorspr. middeleeuws 17e eeuw (uitbr.) 18e eeuw (verb.) 1837 (schuur) |                                                                               | De Horst 21      | 53° 8' 25" NB, 6° 32' 5" OL  | 32139  | Meer afbeeldingen                                           |
| Hervormde kerk (Johanneskerk)                                                | Kerk en kerkonderdeel     | 1250-1300 1624 (herst.) 1824 (uitbr.) 1964-'68 (rest.)               |                                                                               | Kerkstraat 2     | 53° 8' 49" NB, 6° 29' 45" OL | 32140  | Meer afbeeldingen                                           |
| Hervormde kerk, toren                                                        | Kerk en kerkonderdeel     | 1250-1300 1624 (herb.) 1803 (herb.)                                  |                                                                               | Kerkstraat 2     | 53° 8' 49" NB, 6° 29' 44" OL | 32141  | Meer afbeeldingen                                           |
| Boerderij onder schilddak met hoekschoorstenen                               | Boerderij                 | oorspr. mog. 16e eeuw (kern) 19e eeuw (huidige vorm)                 |                                                                               | Kerkstraat 4     | 53° 8' 48" NB, 6° 29' 45" OL | 32142  | Meer afbeeldingen                                           |
| Boerderij onder schilddak                                                    | Boerderij                 | 17e of begin 18e eeuw                                                |                                                                               | Kerkstraat 12    | 53° 8' 45" NB, 6° 29' 47" OL | 32143  | Upload foto                                                 |
| Boerderij onder schilddak                                                    | Boerderij                 | 17e of begin 18e eeuw                                                |                                                                               | Kerkstraat 12    | 53° 8' 45" NB, 6° 29' 47" OL | 32144  | Boerderij onder schilddak                                   |
| Paiser Meul                                                                  | Industrie- en poldermolen | 1898 1936 (rest.) 1961 (herst.) 1971-'72 (rest.)                     | Chr. Bremer Th. Bremer (1936)                                                 | Molenpad 1       | 53° 8' 54" NB, 6° 29' 32" OL | 32145  | Meer afbeeldingen                                           |
| Boerderij met stal onder rieten schilddak                                    | Boerderij                 | 1662                                                                 |                                                                               | Oosterweg 7      | 53° 9' 8" NB, 6° 29' 45" OL  | 32146  | Meer afbeeldingen                                           |
| Huis Willinge (Jachthuis)                                                    | Boerderij                 | 1763 1880 (verb.) 1950-2000 (verb.)                                  |                                                                               | Roderweg 22      | 53° 8' 54" NB, 6° 28' 54" OL | 32147  | Meer afbeeldingen                                           |
| Boerderij met woonhuis met puntgevel en stal met zijbaander                  | Boerderij                 | 18e eeuw                                                             |                                                                               | Schipdijk 1      | 53° 8' 55" NB, 6° 29' 12" OL | 32148  | Boerderij met woonhuis met puntgevel en stal met zijbaander |
| Voorm. Diakonie Armhuis                                                      | Sociale zorg, liefdadigh. | 1859                                                                 |                                                                               | Vrieserweg 8-10  | 53° 8' 1" NB, 6° 30' 53" OL  | 32149  | Meer afbeeldingen                                           |
| Hervormde kerk, kerkhof                                                      | Begraafplaats en -onderdl | 15e eeuw of later (muur)                                             |                                                                               | bij Kerkstraat 2 | 53° 8' 49" NB, 6° 29' 45" OL | 451864 | Meer afbeeldingen                                           |
| Kortland (hervormde pastorie)                                                | Kerkelijke dienstwoning   | 18e eeuw ca. 1880 (verb.)                                            |                                                                               | Kortlandsweg 31  | 53° 8' 37" NB, 6° 30' 3" OL  | 478024 | Meer afbeeldingen                                           |
| Voorm. gemeentehuis                                                          | Bestuursgebouw en onderdl | 1917-'18 1938-'40 (uitbr.) 1968 (verb.) 1984 (verb.) 1991 (verb.)    | J. Smallenbroek L.J. Elema (1938-'40) G.M. van Manen en J. Zwart (1984, 1991) | Raadhuisstraat 1 | 53° 8' 57" NB, 6° 29' 41" OL | 478025 | Meer afbeeldingen                                           |